# Pershé Bolcot
Pershé Bolcot es una banda de rock argentina formada en la ciudad de Córdoba en el año 2012. Combina influencias rock alternativo y punk melódico, pasando por el rock clásico. Está formada por Kev Mexandeau, Fran Bertozzi, Matias Volpini e Ivan Martínez.

## Historia
Pershé Bolcot es una banda de Rock alternativo de Córdoba Capital que nace en el año 2012 como un proyecto para realizar composiciones propias y poder difundir su música. Influenciados por bandas como Bad Religion, Offspring y demás, empiezan a tocar sus propias canciones y a grabarlas, teniendo un demo y un EP llamado "TESIS" hasta la fecha. 

### Significado del nombre
El nombre de la banda es un juego de palabras que por sí solas "no significan nada". Eso les ha permitido dan su propio significado al término, diciendo que es "Un estado de duda autoprovocada sobre las cosas duales".
- Datos: Q16618336